# Ichinomiya (Aichi)
Ichinomiya (japanisch 一宮市, -shi) ist eine japanische Stadt in der Präfektur Aichi.

## Geographie

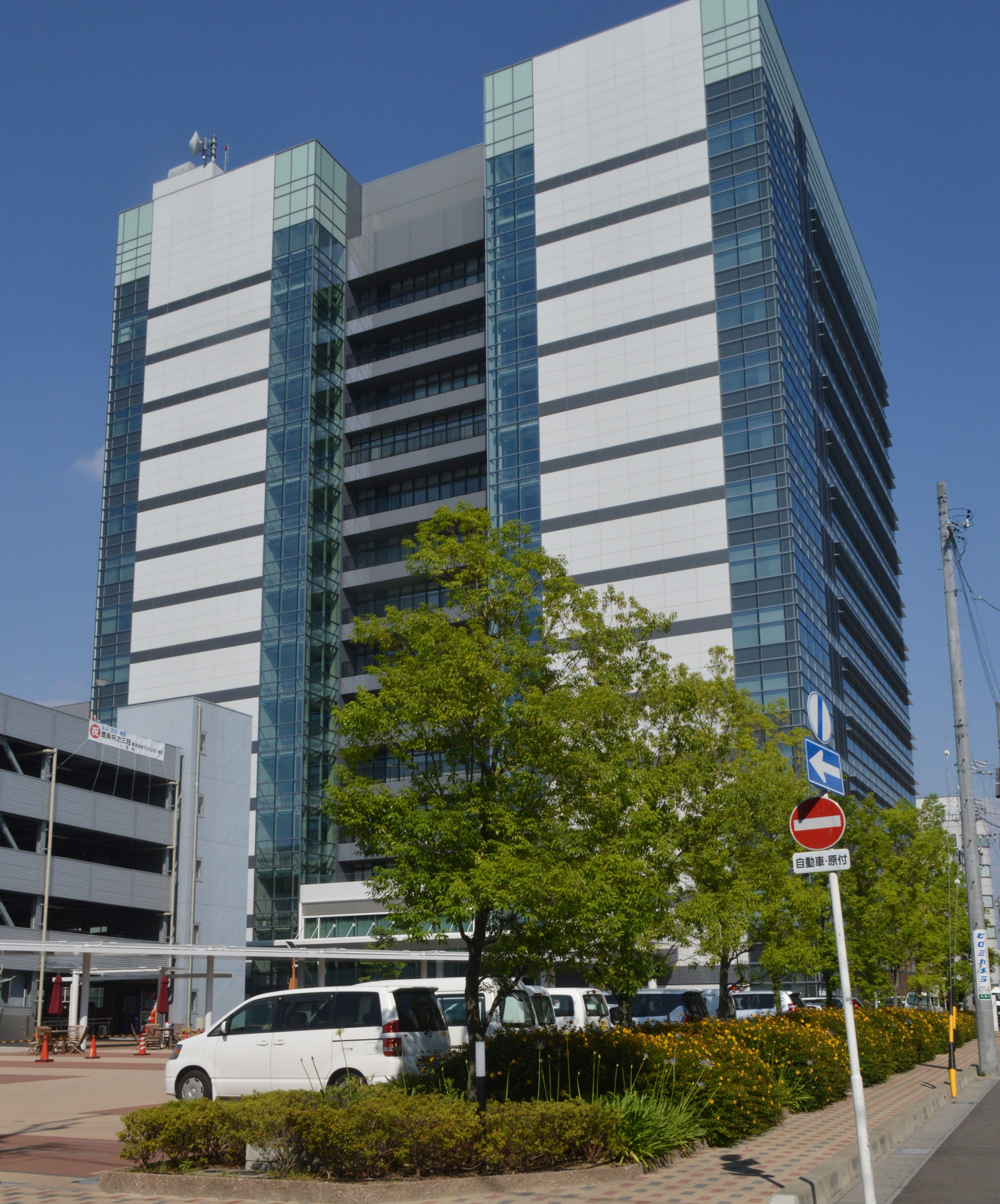
Ichinomiya

Ichinomiya liegt nordwestlich von Nagoya und westlich von Kōnan. Der Fluss Kiso durchfließt die Stadt von Nordosten nach Südwesten.

## Geschichte
Ichinomiya entwickelte sich in der Edo-Zeit als Ort um einen Schrein, den Masumida-Schrein, und als Marktplatz. Heute ist der Hauptwirtschaftszweig Textilien, insbesondere solche aus Wolle. Der Ort erhalt am 1. September 1921 Stadtstatus. Am 1. April 2005 wurde die Stadt Bisai (尾西市, -shi) und die Chō Kisogawa (木曽川町, -chō) des Landkreises Haguri eingemeindet.

## Verkehr
Ichinomiya ist über die Meishin-Autobahn, die Tōkai-Hokuriku-Autobahn sowie die Nationalstraßen 22 und 155 erreichbar. Es gibt zwei bedeutende Bahnhöfe, die parallel zueinander liegen. Der Bahnhof Meitetsu Ichinomiya wird durch die Meitetsu Nagoya-Hauptlinie und die Meitetsu Bisai-Linie bedient, der Bahnhof Owari-Ichinomiya durch die Tōkaidō-Hauptlinie. Von 1924 bis 1953 bestand mit der Meitetsu Okoshi-Linie ein Straßenbahnbetrieb.

## Söhne und Töchter der Stadt
- Masaaki Kanda (* 1951), Gouverneur von Aichi
- Yukiko Okada (1967–1986), Sängerin
- Yūzō Takamidō (* 1988), Shorttracker
- Asanowaka Takehiko (* 1969), Sumōringer
- Arina Tanemura (* 1978), Mangaka
- Tōru Tani (* 1954), Philosoph
- Tokito Oda (* 2006), Rollstuhltennisspieler

## Angrenzende Städte und Gemeinden
- Präfektur Aichi
  - Iwakura
  - Inazawa
  - Kōnan
  - Kitanagoya
  - Haruhi
- Präfektur Gifu
  - Hashima
  - Kakamigahara
  - Ginan
  - Kasamatsu